# I когорта суников
I когорта суников (лат. Cohors I Sunicorum) — вспомогательное подразделение армии Древнего Рима.
Данное подразделение было сформировано из суников — германского племени, проживавшего у Рейна в Верхней Германии, возможно, Квинтом Петиллием Цериалом в 69 году для подавления Батавского восстания. Когорта, по всей видимости, затем отправилась с Цериалом в Британию, где вместе с XX Валериевым Победоносным легионом участвовала в кампании против бригантов. В 77—78 годах когорта под командованием Гнея Юлия Агриколы принимала участие в походах против ордовиков и размещена в Сегонтии (Кернарфрон, Гвинед, Уэльс). Упоминается в ряде военных дипломов, относящихся к 122, 124, 127 и 132 году.
Когорта, предположительно, участвовала в британских походах императора Адриана для защиты северной границы провинции Британия, участвовала в операции подавления восстания бригантов, которое произошло в правление Антонина Пия.
В 193 году, как и все остальные римские военные части в Британии, когорта поддержала претендента на императорский трон Клодия Альбина, который потерпел поражение от Септимия Севера в 196 году. Под его началом когорта участвовала в очередной кампании в Британии между 202 и 210 годом. В это время солдаты когорты восстановили акведук в Сегонтии. Дальнейших сведений о когорте нет.